# Fokhaven
De Fokhaven is een watersporthaven aan het Schie-Schiekanaal in het noorden van Rotterdam in de Blijdorpse polder.  De haven werd in 1960 gegraven op initiatief van de gemeente Rotterdam. Er werden drie watersportverenigingen ondergebracht die eerder elders waren gevestigd.
De eerste was 'WSV De Schie', de schepen van deze vereniging lagen al in het nabije Schie-Schiekanaal. 'WSV De Kolk' kwam uit de Voorhaven van Delfshaven en uit de Coolhaven kwam 'WSV Piet Heyn'. Van 1960 tot 2004 was de haven in gebruik bij deze drie watersportverenigingen. Sinds 2005 vormen ze samen 'Watersportvereniging Blijdorp'.
Ten westen van de Fokhaven bevond zich een zogenaamd balkengat waarin boomstammen werd gewaterd ten behoeve van houthandel Abraham van Stolk. Als gevolg van opheffing van de houthandel is na 1998 het balkengat gedempt.